# Ausserberg
Ausserberg (walsertyska: Üsserbärg/Üüsserbäärg) är en ort och kommun i distriktet Westlich Raron i kantonen Valais, Schweiz. Kommunen har 637 invånare (2023).